# Marathon van Milaan 2007

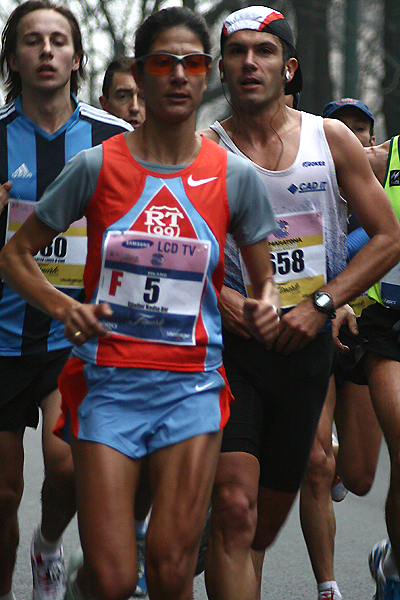
Nadia Ejjafini tijdens de wedstrijd

De Marathon van Milaan 2007 vond plaats op zondag 2 december 2007. Het was de achtste editie van deze marathon. 
De wedstrijd bij de mannen werd gewonnen door de Keniaan Evans Cheruiyot in een tijd van 2:09.15. Hij had vijf seconden voorsprong op zijn landgenoot John Birgen. Bij de vrouwen won de Keniaanse Pamela Chepchumba in 2:25.36. Zij had aan de finish een voorsprong opgebouwd van meer dan negen minuten.

## Uitslagen
Mannen
| rang | naam                 | land | tijd    |
| ---- | -------------------- | ---- | ------- |
| 1    | Evans Cheruiyot      | KEN  | 2:09.15 |
| 2    | John Birgen          | KEN  | 2:09.20 |
| 3    | Norman Dlomo         | RSA  | 2:10.38 |
| 4    | Charles Kamathi      | KEN  | 2:11.25 |
| 5    | Ottaviano Andriani   | ITA  | 2:11.42 |
| 6    | Jose Telez           | BRA  | 2:12.24 |
| 7    | Vanderlei de Lima    | BRA  | 2:12.53 |
| 8    | Mostafa Errebah      | ITA  | 2:14.16 |
| 9    | Abdelhadi El Hachimi | MAR  | 2:14.35 |
| 10   | De Souza Anselmo     | BRA  | 2:14.44 |

Vrouwen
| rang | naam              | land | tijd    |
| ---- | ----------------- | ---- | ------- |
| 1    | Pamela Chepchumba | KEN  | 2:25.36 |
| 2    | Marcella Mancini  | ITA  | 2:34.59 |
| 3    | Petra Teveli      | HUN  | 2:35.20 |
| 4    | Nadia Ejjafini    | ITA  | 2:37.25 |
| 5    | Valentina Delion  | MDA  | 2:41.33 |
| 6    | Laura Jordan      | ITA  | 2:41.52 |
| 7    | Claudia Dardini   | ITA  | 2:48.49 |
| 8    | Kveven Leigrad    | ITA  | 2:49.48 |
| 9    | Paola Fellows     | ITA  | 2:51.44 |
| 10   | Silvia Savorana   | ITA  | 2:52.56 |

2000 ·
2001 ·
2002 ·
2003 ·
2004 ·
2005 ·
2006 ·
2007 ·
2008 ·
2009 ·
2010 ·
2011 ·
2012 ·
2013 ·
2014 ·
2015 ·
2016 ·
2017